# Helictotrichon sarracenorum
Helictotrichon sarracenorum là một loài thực vật có hoa trong họ Hòa thảo. Loài này được (Gand.) Holub mô tả khoa học đầu tiên năm 1959.